# Teodor Lisewycz
Teodor Lisewycz, wzgl. Teodor Lisiewicz (ukr. Теодор Лісевич) (zm. 7 maja 1906 w Kutach Starych) – poseł do Sejmu Krajowego Galicji III kadencji (1872–1876), ksiądz greckokatolicki, proboszcz i dziekan w Zaleszczykach.
Wybrany w IV kurii obwodu Czortków, z okręgu wyborczego nr 7 Zaleszczyki-Tłuste 29 października 1872 na miejsce Mykoły Bojczuka.